# Rutherford (unità di misura)
Il rutherford (simbolo: {\displaystyle Rd}) è un'unità di misura non più in uso dell'attività di un radionuclide, corrispondente a 1 {\displaystyle MBq} (1 {\displaystyle Bq} = 10-6 {\displaystyle Rd}).
Deve il suo nome a Ernest Rutherford, scienziato britannico universalmente considerato come il padre della fisica nucleare.
È ora sostituito dall'unità S.I. becquerel ({\displaystyle Bq}).